# Motor transversal

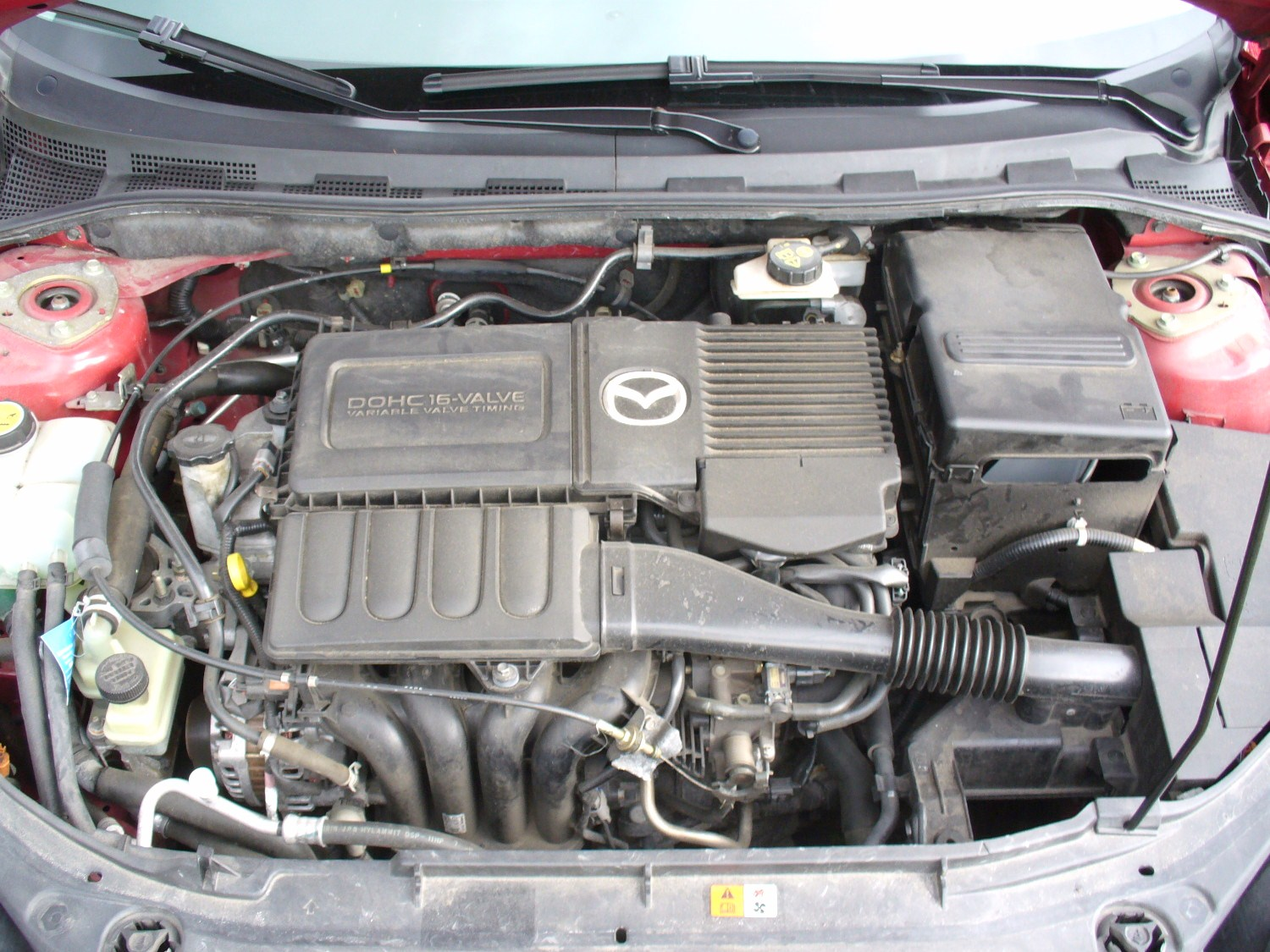
Motor del Mazda 3 Sport de 1.6 l de 4 cilindros, transversal en línea

Un motor transversal o transverso es en automóviles y motocicletas, un motor de combustión interna cuyo cigüeñal está montado perpendicular al eje mayor del vehículo y paralelo al eje de la(s) rueda(s) impulsoras del vehículo.

## Historia

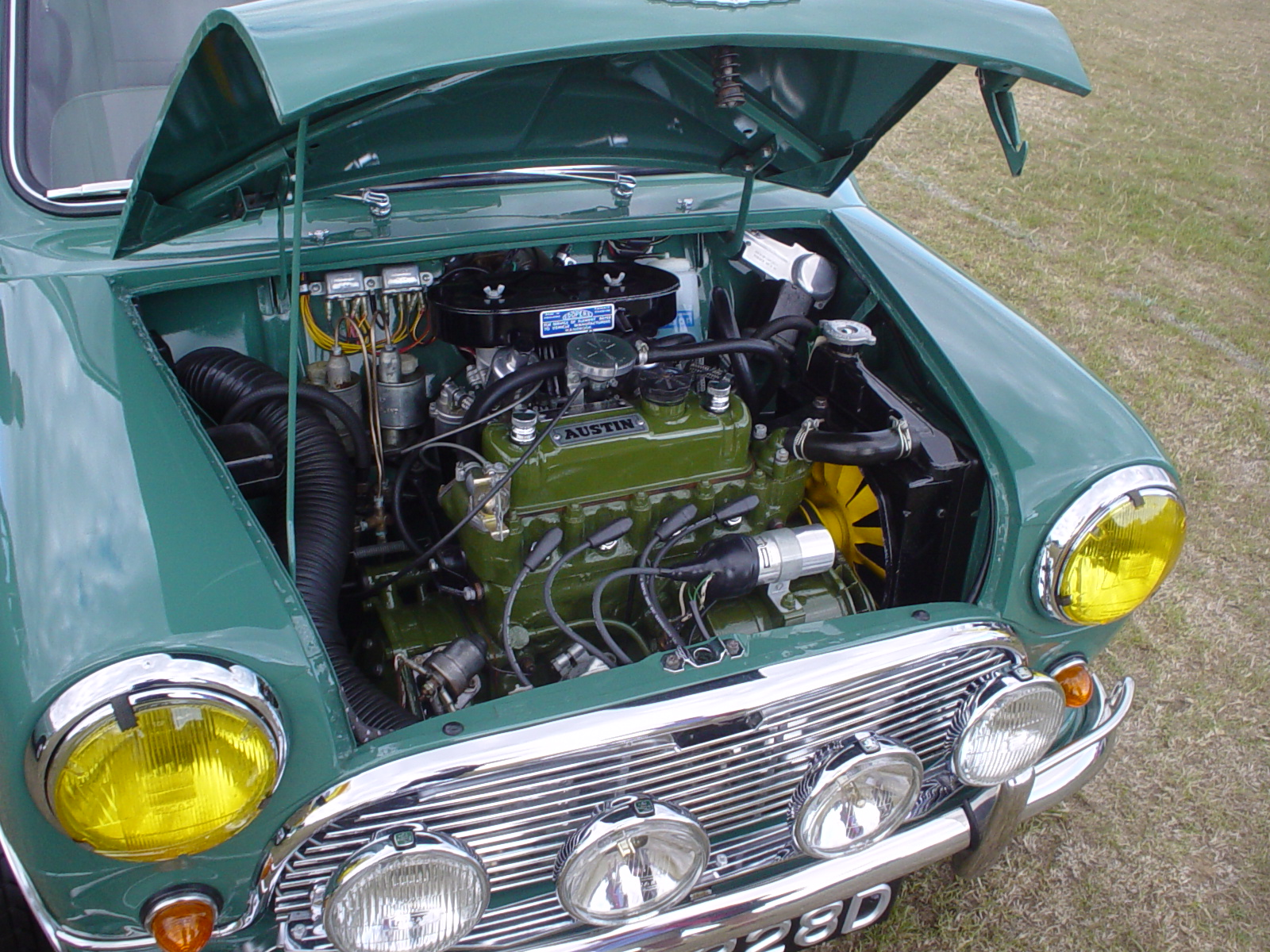
Motor montado transversalmente en un Mini Cooper

La mayoría de los automóviles con tracción delantera tienen motores en línea montados transversalmente, los vehículos con tracción trasera generalmente tienen motores longitudinales montados en la parte delantera.  
El primer automóvil de producción con motor transversal y tracción delantera exitoso fue el DKW serie F1 de dos cilindros, que apareció por primera vez en 1931. Después de la Segunda Guerra Mundial, SAAB utilizó la configuración en su primer modelo, el Saab 92, en 1947. La configuración también se usó para los autos marca Goliath, cual formó parte del fabricante de automóviles Borgward Group en Bremen-Hastedt y Hansa y en algunos otros automóviles alemanes. Sin embargo, fue con el Mini de Alec Issigonis, presentado por la British Motor Corporation en 1959, que el diseño ganó reconocimiento.

## Montaje transversal del cigüeñal en automóviles

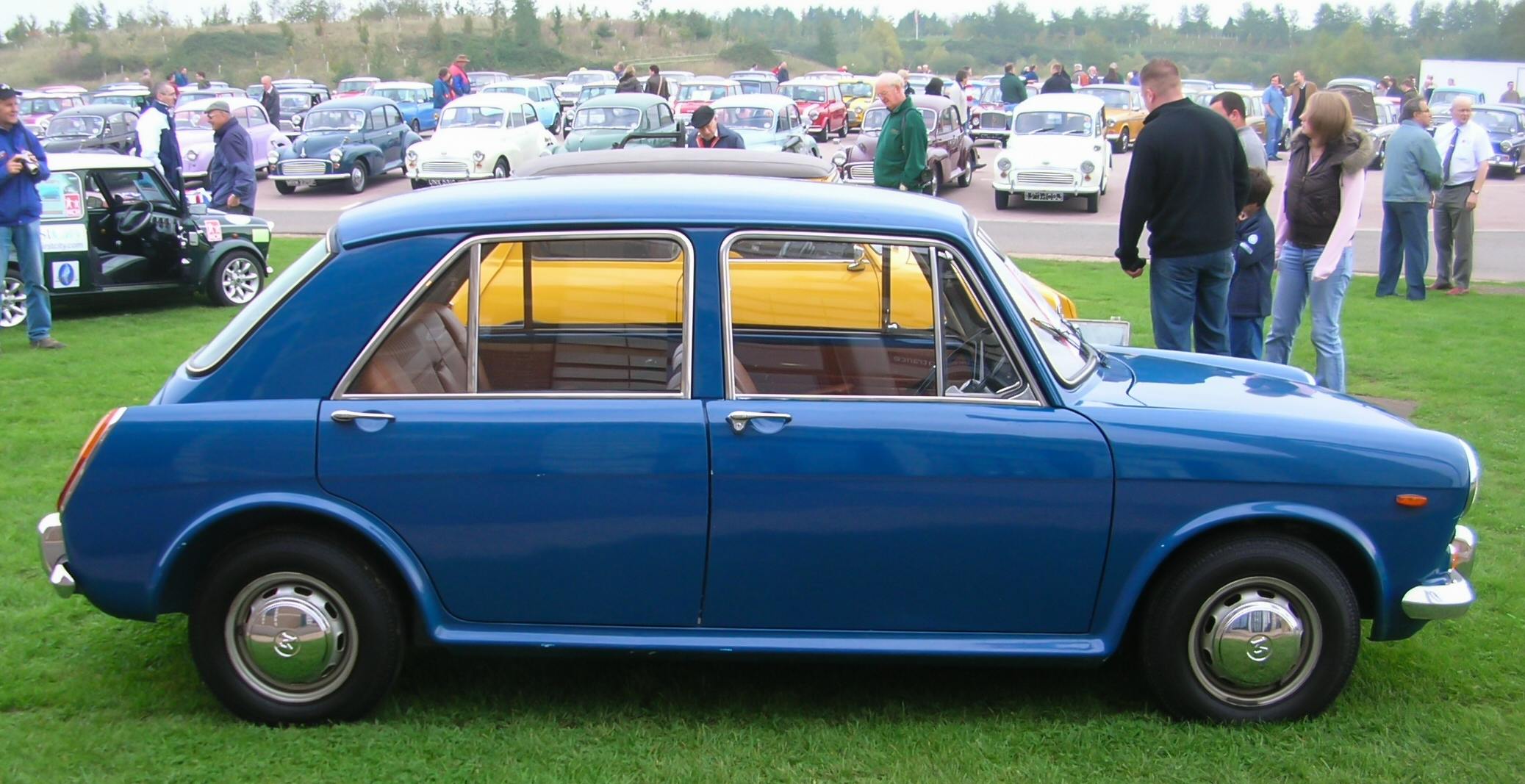
Morris 1300

- Disposición Issigonis: Morris 1300 Fue el sistema pionero ideado por el ingeniero británico de origen griego Sir Alec Issigonis para el Mini, se utilizó en muchos modelos de BMC o en los primeros Peugeot de tracción delantera (motor Douvrin). A diferencia del sistema Giacosa la caja de cambios estaba integrada «in-sump» en el cárter del motor bajo el cigüeñal compartiendo engrase y mandando unos semiejes de igual longitud. Otra característica del sistema era la utilización de un ventilador en prolongación del cigüeñal accionado por el mecanismo tradicional de embrague térmico, lo que obligaba a situar el radiador en la aleta delantera izquierda.

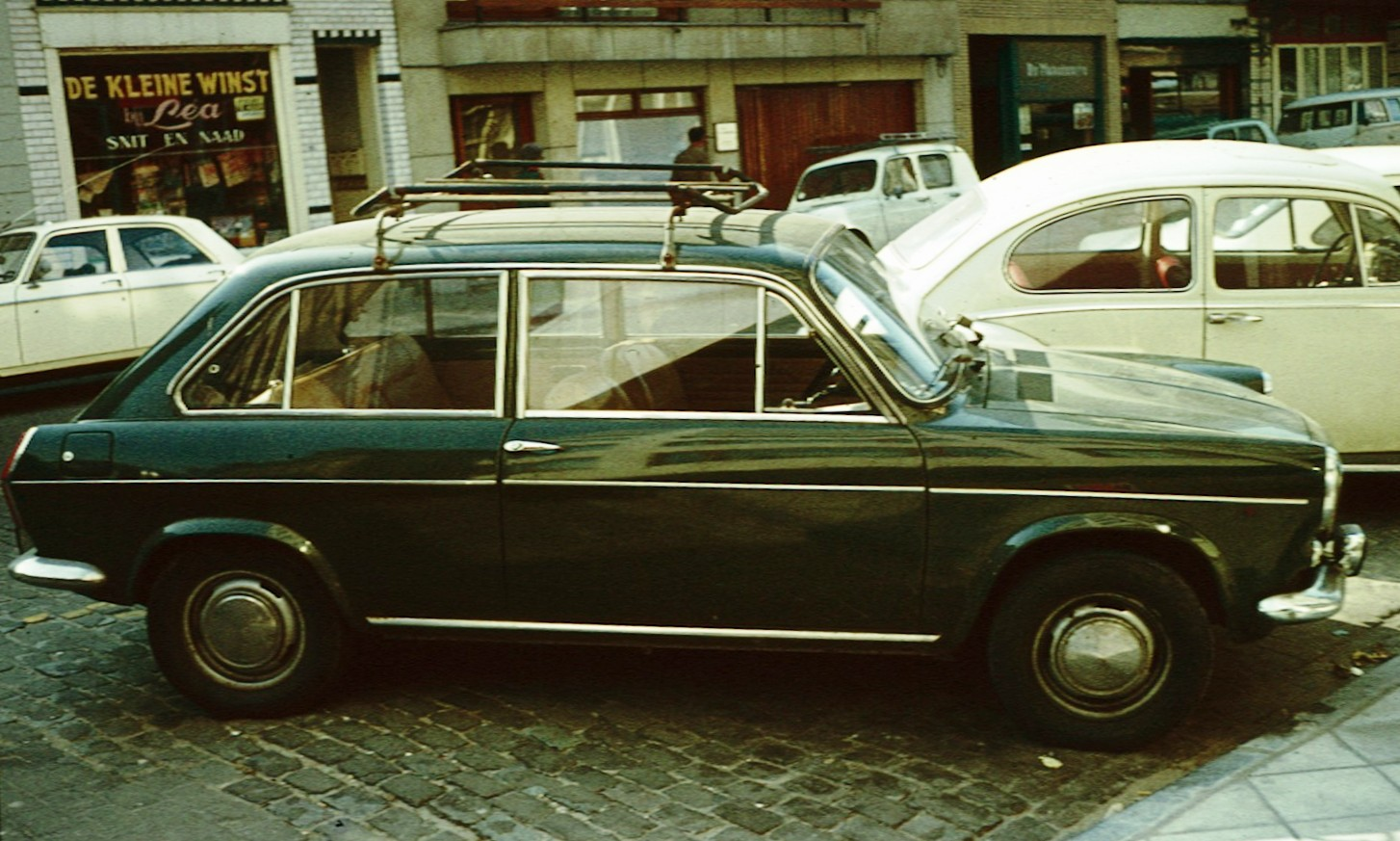
Autobianchi Primula

- Disposición Giacosa: Autobianchi Primula En la inmensa mayoría de los automóviles con el motor situado tranversalmente se utiliza la llamada disposición Giacosa diseñada por el ingeniero italiano Dante Giacosa para el Autobianchi Primula, sistema que sería después popularizado por el Fiat 128. En esta disposición la caja de cambios es independiente del motor y se sitúa también transversalmente, con el embrague acoplado al volante de inercia. El montaje independiente de la caja tiene la ventaja de separar su engrase del motor, lo que es conveniente por las distintas necesidades de cada uno de los sistemas. Su principal inconveniente es que obliga a utilizar semiejes de distinta longitud, por lo que para potencias altas se recurre a dividir el semieje más largo en dos partes para evitar posibles bandazos debidos al efecto giroscópico. Otra característica típica del sistema ideado por Giacosa fue la utilización de un radiador situado su lugar habitual en el frontal del vehículo, lo que obligaba a utilizar un ventilador de mando eléctrico.

## Montaje transversal del cigüeñal en motocicletas

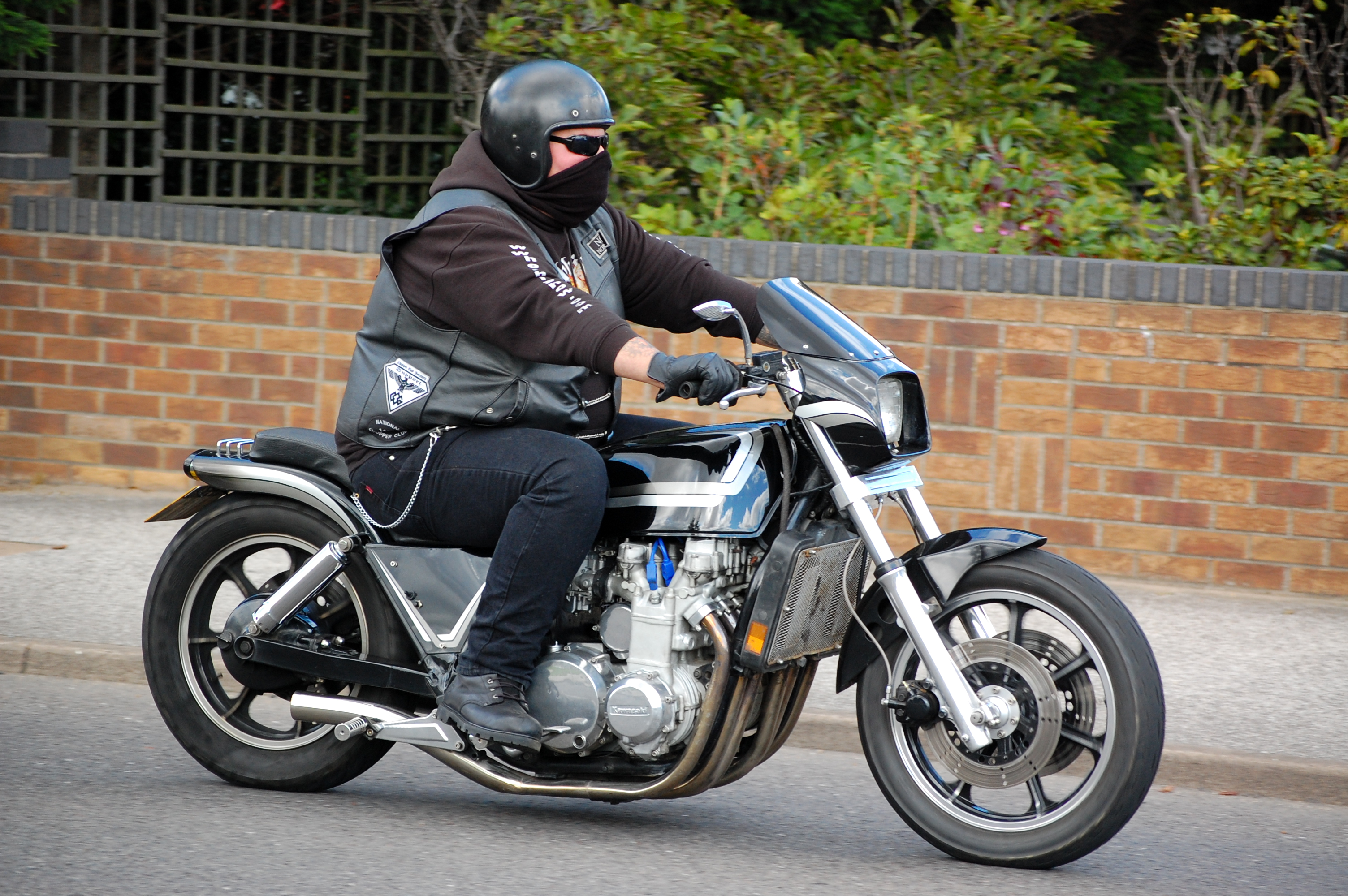
Motor de la Kawasaki Z1300 de 6 cilindros, transversal en línea

En la mayoría de las motocicletas de 1 cilindro, o de 2 o más cilindros en línea, el motor está montado con el eje del cigüeñal transversal, ya que de esta forma la transmisión de cadena o banda es directa (sin engrane a 90°). Sin embargo, se necesita engrane a 90° para motocicletas de motor transversal y transmisión a eje y cardán como en las Harley-Davidsons, Ducatis y muchas motocicletas japonesas recientes.

### Montaje transversal de motor V2

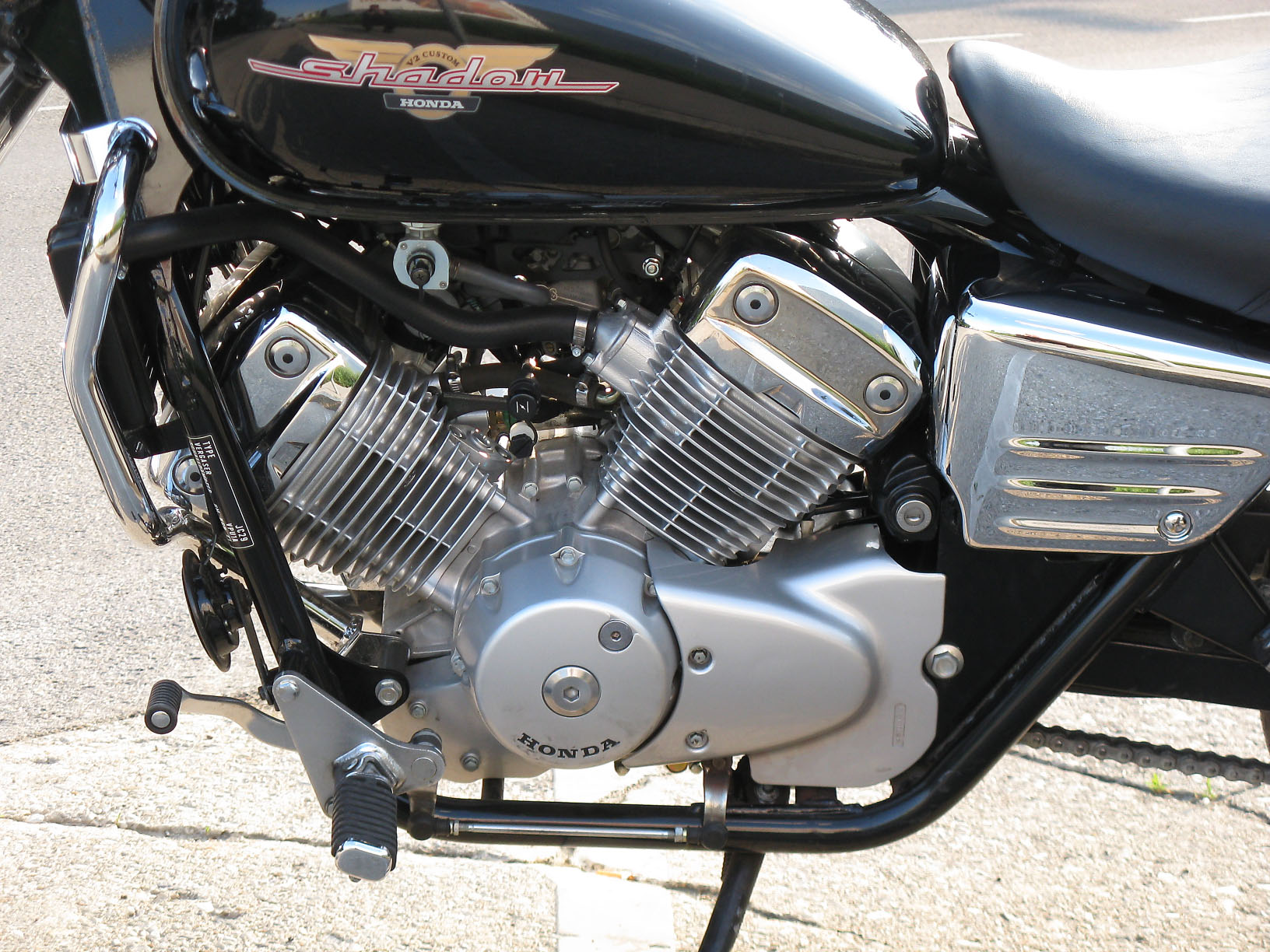
Honda V2 a 90° de montaje transversal.

En una configuración V2 transversal, se puede hacer una motocicleta más angosta ya que una V2 de cigüeñal transversal ocupa el mismo ancho que una con motor monocilíndrico, con la ventaja de un mejor manejo. Una desventaja de esta configuración para los motores V2 enfriados por aire es el enfriamiento menor al cilindro trasero.
Algunos V2 transversos usan un solo carburador para ambos cilindros, en medio de la V. Mientras que esto permite ahorro en los materiales, crea problemas adicionales de calentamiento.

Algunas estrategias de enfriamiento en motores V2 a 90° y cigüeñal transversal
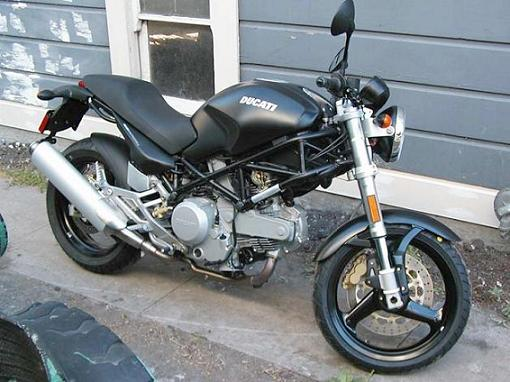
Esta Ducati Monster 620 tiene un cigüeñal transversal v2 a 90°con un cilindro horizontal y otro vertical, el horizontal adelante y el vertical arriba, para mejorar el enfriamiento.
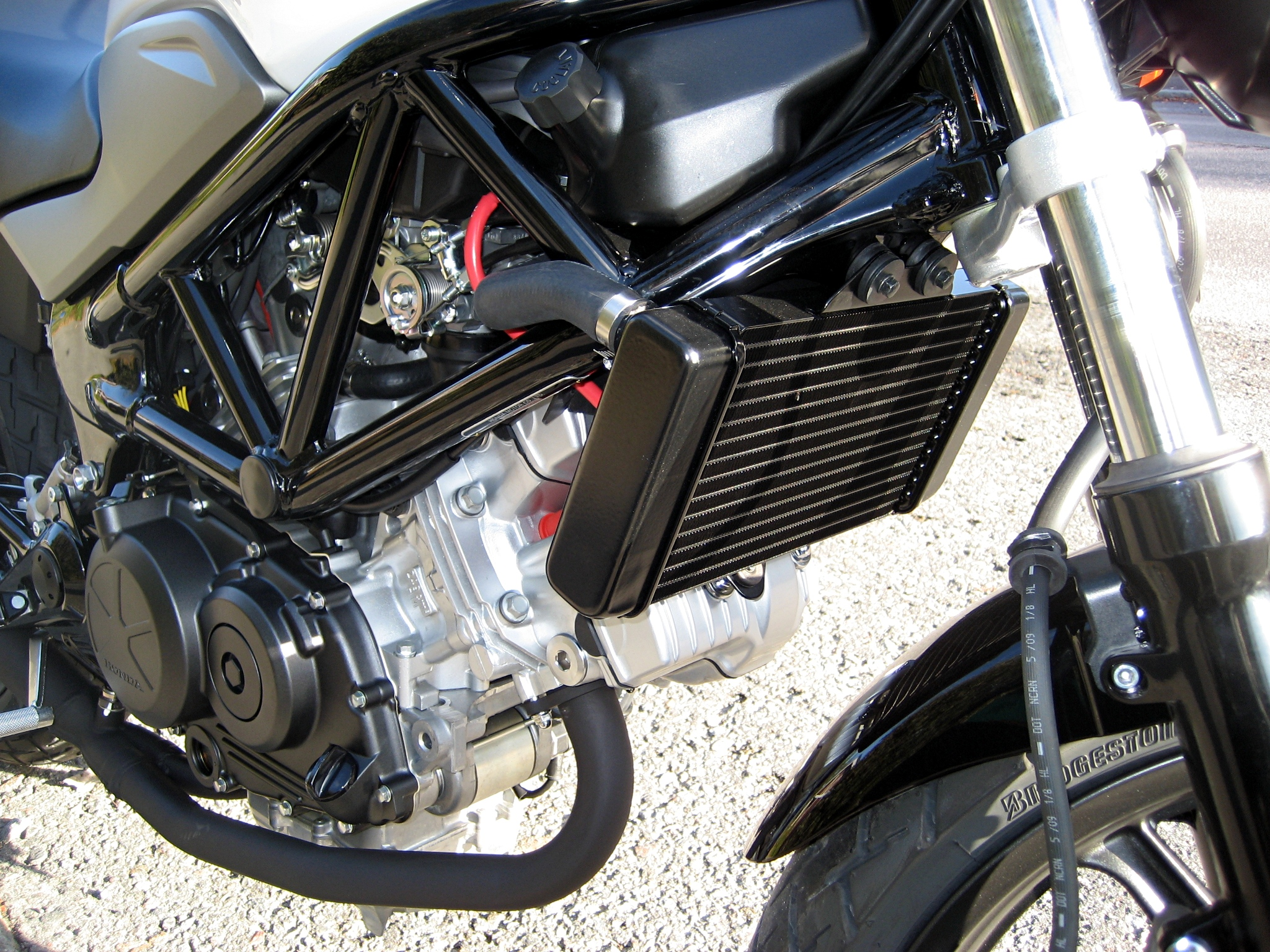
Honda's VTR250 es similar, pero cada cilindro está a 45º de la vertical de modo que se bloquea un poco el flujo de aire, pero este motor está enfriado por agua.
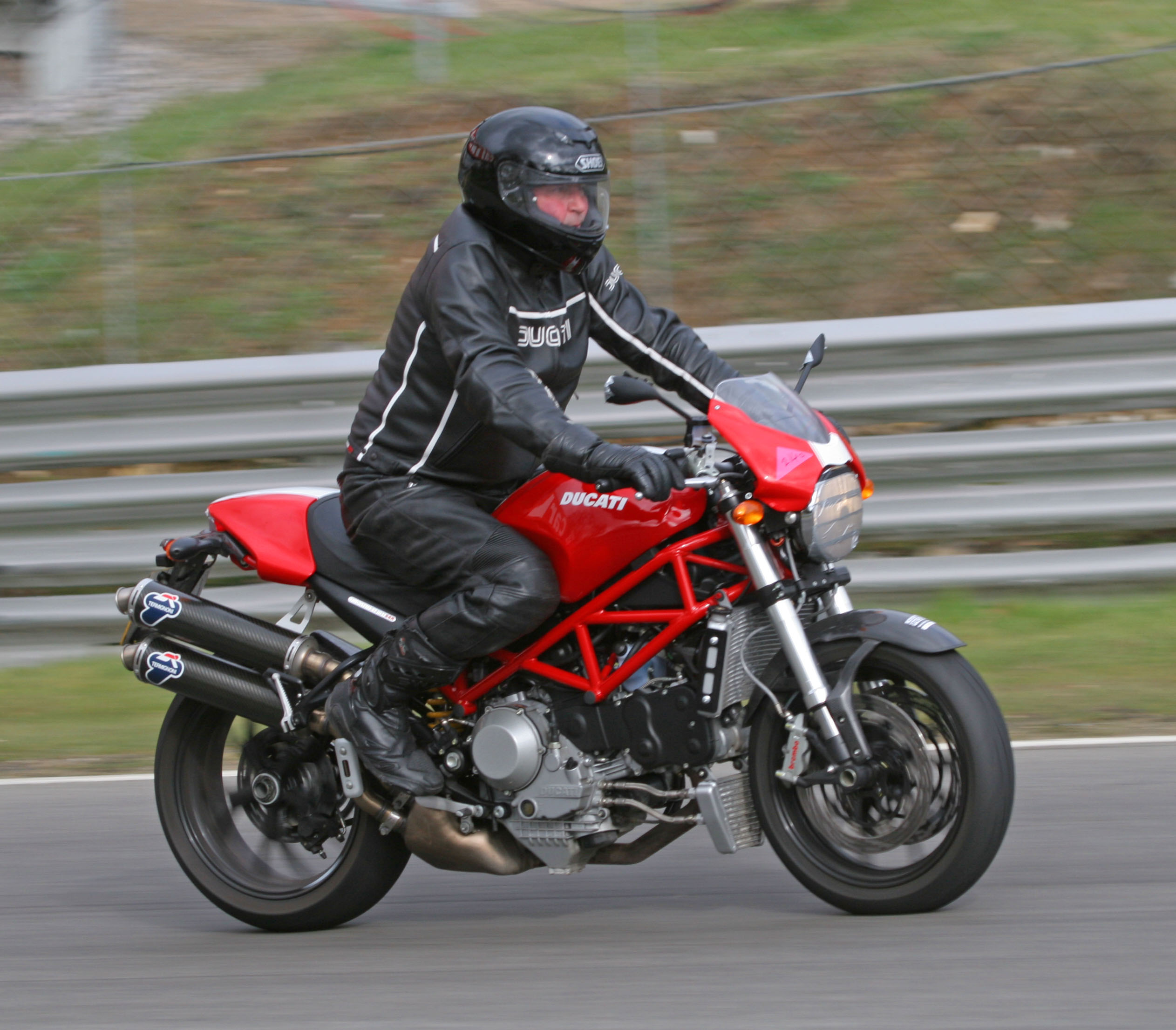
Como los modelos Ducati tienen motores grandes, tienen enfriamiento por agua y aceite como este Monster S4R S. Como la VTR250, los radiadores están al frente, pero el enfriamiento por el flujo de aire se tiene como en la Monster 620.